# Años de vida potencialmente perdidos
Los años de vida potencialmente perdidos o años de esperanza de vida perdidos es un indicador que sirve para mostrar cuáles son las enfermedades que producen muerte de manera más prematura. Se expresa como la suma algebraica de los años que habrían vivido los individuos si hubiesen cumplido con la esperanza de vida del país o región, al igual que los años de vida potencialmente discapacitados. 
Los años de vida potencialmente perdidos (AVPP), se desprenden del concepto de Años de Vida Perdidos (AVP), descritos por Arriaga (1996), como el número de años adicionales que deberían haber vivido las personas que fallecen. Para poder establecer este indicador, es necesario tener en cuenta los supuestos que lo originan. En primer lugar, se supone que la mortalidad debería ser nula entre dos edades. Es decir, aquellos que mueren deberían haber vivido hasta la edad superior, en el intervalo de edades donde se esté analizando la mortalidad. En segundo lugar, se supone que, entre los dos límites de edades seleccionadas en el estudio, aquellos que no mueran a una edad determinada, deberían haber vivido el mismo número de años como el promedio que viva la población que no muere en dicha edad. El tercer supuesto, hace referencia a que, no se debe limitar la edad superior del análisis. Es decir, que aquellos que no murieron a cierta edad, habrían podido vivir el mismo número de años que la población que quedó viva a esa misma edad.  
Ahora bien, teniendo en cuenta cada uno de los supuestos anteriores, es posible entender mejor el concepto de Años de Vida Potencialmente Perdidos (AVPP). En términos generales, este indicador hace referencia al número de años adicionales que pudieron haber vivido las personas que ya fallecieron. El concepto de AVPP proviene de la suposición de un exceso de mortalidad en edades relativamente jóvenes. En términos generales, los AVPP son los años de vida que “no vivió” un determinado individuo que sufrió una muerte prematura, es decir no alcanzó a vivir el promedio de años que vive la población (esperanza de vida).  
Los AVPP, permiten conocer la descomposición del cambio en la esperanza de vida de la población en edad productiva. La Organización Panamericana de la Salud (1990), estipula que este indicador es la suma de los productos de las defunciones de personas menores de 65 años en una población, por la diferencia entre la edad 65 y la edad de los fallecidos, dividiendo este producto entre la población total que se esté analizando. 
Formula: 
| Símbolo              | Nombre                                                                          |
| -------------------- | ------------------------------------------------------------------------------- |
| {\displaystyle AVPP} | Años de vida potencialmente perdidos                                            |
| {\displaystyle k}    | {\displaystyle k=0}, es la edad inferior, en este caso la edad de 0 años        |
| {\displaystyle L}    | Límite superior de la edad que se esté analizando, en este caso 65 años de edad |
| {\displaystyle P}    | Población total en un momento determinado                                       |

La ventaja principal de este indicador, según la Organización Panamericana de la Salud (1990), es que resulta muy fácil de calcular, solo se necesita el número de defunciones por edad y la población total en un momento específico. Con base en la formula, no se necesita tasa de mortalidad por edades, ni tablas de vida, entre otras. Adicionalmente, permite conocer la contribución que tienen las distintas causas de muerte sobre el cambio de la esperanza de vida de este grupo. Los AVPP se obtienen de las muertes que se registran en personas jóvenes, específicamente en aquellas que empiezan su etapa productiva, por ello, son los que representan mayor costo a la sociedad en términos socioeconómicos.